# مشت، دلار و اسفناج
مشت، دلار و اسفناج (ایتالیایی: Pugni dollari & spinaci) یک فیلم کمدی ماجراجویی به کارگردانی امیمو سالوی است که در سال ۱۹۷۸ منتشر شد. این اثر نخستین فیلم لایو اکشن درباره ملوان زبل است و دو سال پیش از فیلم شرکت والت دیزنی ملوان زبل (۱۹۸۰) به کارگردانی رابرت آلتمن ساخته شده است.
صحنه‌های خارجی فیلم عمدتاً در مراکز توزیع شرکت مواد غذایی ایتالیایی سورجلا فیلم‌برداری شده‌اند.

## بازیگران
- مائوریتسیو آرنا
- ایلوش خوشابه[۳]
- گوردون میچل[۴]
- جاکومو فوریا
- پیترو توریسی
- سونیا ویویانی
- اوگو بولونیا